# Liste der Baudenkmale in Colnrade
In der Liste der Baudenkmale in Colnrade sind die Baudenkmale der niedersächsischen Gemeinde Colnrade und ihrer Ortsteile aufgelistet. Der Stand der Liste ist der 9. Juni 2022. Die Quelle der Baudenkmale ist der Denkmalatlas Niedersachsen.

## Allgemein
In den Spalten befinden sich folgende Informationen:
- Lage: die Adresse des Baudenkmales und die geographischen Koordinaten. Kartenansicht, um Koordinaten zu setzen. In der Kartenansicht sind Baudenkmale ohne Koordinaten mit einem roten Marker dargestellt und können in der Karte gesetzt werden. Baudenkmale ohne Bild sind mit einem blauen Marker gekennzeichnet, Baudenkmale mit Bild mit einem grünen Marker.
- Bezeichnung: Bezeichnung des Baudenkmales
- Beschreibung: die Beschreibung des Baudenkmales. Unter § 3 Abs. 2 NDSchG werden Einzeldenkmale und unter § 3 Abs. 3 NDSchG Gruppen baulicher Anlagen und deren Bestandteile ausgewiesen.
- ID: die Objekt-ID des Baudenkmales
- Bild: ein Bild des Baudenkmales, ggf. zusätzlich mit einem Link zu weiteren Fotos des Baudenkmals im Medienarchiv Wikimedia Commons. Wenn man auf das Kamerasymbol klickt, können Fotos zu Baudenkmalen aus dieser Liste hochgeladen werden:

## Colnrade

### Baudenkmale (Einzeln)
| Lage                                              | Bezeichnung              | Beschreibung | ID       | Bild           |
| ------------------------------------------------- | ------------------------ | --- | -------- | -------------- |
| Kirchstraße 52° 49′ 20″ N, 8° 28′ 34″ O           | Kirche                   | St.-Marien-Kirche Colnrade aus dem 12. Jahrhundert, Neubau von 1858 als Saalkirche aus Backsteinen mit gewölbter Apsis und drei Emporen; Turm: unteren Geschosse aus verputzten Bruchsteinen des Vorgängerbaus, darauf Ziegelmauerwerk und achteckiger spitzer Helm; Orgel von 1858 | 35952673 | Weitere Bilder |
| Hauptstraße 6 52° 49′ 21″ N, 8° 28′ 31″ O         | Wohn-/Wirtschaftsgebäude | Hallenhaus | 35952599 | BW             |
| Kirchstraße 3 52° 49′ 21″ N, 8° 28′ 35″ O         | Wohnhaus                 | Wohnhaus Kirchstraße 3, Fachwerkhaus mit Steinausfachung und Satteldach | 35952698 |                |
| Dorfstraße 12 52° 49′ 21″ N, 8° 28′ 36″ O         | Gasthaus                 | Gasthaus Dorfstraße 12, späthistorisierenes Eckgebäude von 1901; ehemaliger Gasthof zur Post | 35952648 | BW             |
| Hauptstraße 21 52° 49′ 16″ N, 8° 28′ 43″ O        | Wohn-/Wirtschaftsgebäude | Wohn- und Wirtschaftsgebäude Hauptstraße 21, Zweiständerhallenhaus von 1831 mit Steinausfachungen und Satteldach sowie traufständigem Stallanbau | 35952795 | BW             |
| Hölinger Straße 21 52° 49′ 55″ N, 8° 29′ 57″ O    | Speicher                 | | 35952745 | BW             |
| Twistringer Straße 17 52° 48′ 48″ N, 8° 30′ 38″ O | Wohn-/Wirtschaftsgebäude | Wohn- und Wirtschaftsgebäude Twistringer Straße 17, Fachwerkhaus von 1838, Zweiständerhallenhaus mit Steinausfachungen, Krüppelwalmdach und rundem Tor | 35952623 | BW             |